# Santa Rosa del Peñón
Santa Rosa del Peñón là một khu tự quản thuộc tỉnh León, Nicaragua. Khu tự quản Santa Rosa del Peñón có diện tích 228 ki lô mét vuông. Đến thời điểm năm 2005, huyện Santa Rosa del Peñón có dân số 9529 người.